# Gran Premio Bruno Beghelli 2006
Il Gran Premio Bruno Beghelli 2006, undicesima edizione della corsa, si svolse l'8 ottobre 2006, per un percorso totale di 206,9 km. Venne vinto dall'italiano Sergio Marinangeli che terminò la gara in 4h43'45".

## Squadre partecipanti
| N.      | Cod. | Squadra                    |
| ------- | ---- | -------------------------- |
| 1-8     | NSM  | Naturino-Sapore di Mare    |
| 11-18   | LAM  | Lampre-Fondital            |
| 21-28   | CSC  | Team CSC                   |
| 31-38   | QSI  | Quick Step-Innergetic      |
| 41-48   | LIQ  | Liquigas                   |
| 51-58   | MRM  | Team Milram                |
| 61-68   | GST  | Gerolsteiner               |
| 71-78   | A2R  | AG2R Prévoyance            |
| 81-88   | RAB  | Rabobank                   |
| 91-98   | SDV  | Saunier Duval-Prodir       |
| 101-108 | PAN  | Ceramiche Panaria-Navigare |
| 111-118 | TEN  | Tenax-Salmilano            |

| N.      | Cod. | Squadra                          |
| ------- | ---- | -------------------------------- |
| 121-128 | FLM  | Ceramica Flaminia                |
| 131-138 | MIE  | Miche                            |
| 141-148 | ASA  | Acqua & Sapone                   |
| 151-158 | CLM  | Selle Italia-Serr. Diquigiovanni |
| 161-168 | AGC  | 3C Casalinghi Jet-Androni Gioc.  |
| 171-178 | LPR  | Team LPR                         |
| 181-188 | BAR  | Team Barloworld                  |
| 191-198 | TUC  | C.B. Immobiliare-Universal Caffè |
| 201-208 | ODL  | OTC Doors-Lauretana              |
| 211-218 | AMO  | Amore & Vita-McDonald's          |
| 221-228 | TLM  | Team Lamonta                     |

## Ordine d'arrivo (Top 10)
| Pos. | Corridore           | Squadra       | Tempo    |
| ---- | ------------------- | ------------- | -------- |
| 1    | Sergio Marinangeli  | Naturino      | 4h43'45" |
| 2    | Ruggero Marzoli     | Lampre        | s.t.     |
| 3    | Riccardo Riccò      | Saunier Duval | s.t.     |
| 4    | Danilo Hondo        | Lamonta       | s.t.     |
| 5    | Manuele Mori        | Saunier Duval | s.t.     |
| 6    | Paolo Bailetti      | 3C-Androni    | s.t.     |
| 7    | Daniele Callegarin  | 3C-Androni    | s.t.     |
| 8    | Mychajlo Chalilov   | Team LPR      | s.t.     |
| 9    | Raivis Belohvoščiks | Univ. Caffè   | s.t.     |
| 10   | Daniele Pietropolli | Tenax         | s.t.     |